# غينو وايت
غينو وايت (بالإنجليزية: Geno White) هو منافس ألعاب قوى أمريكي، ولد في 10 مارس 1978.